# Erysimum caboverdeanum
Espèce
Statut de conservation UICN

 CR B1ab(ii) : 
En danger critique
Erysimum caboverdeanum est une espèce de plantes à fleurs de la famille des Brassicaceae. C'est une espèce endémique du Cap-Vert que l'on ne trouve que sur l'île volcanique de Fogo, sur les lapilli couvrant les abords de la Bordeira, entre 1 600 m et 2 300 m.
Localement cette espèce est connue sous le nom de « cravo-brabo ».
Elle est couramment utilisée en médecine traditionnelle, notamment sous forme d'infusion, comme emménagogue.

## Étymologie
L'épithète caboverdeanum signifie « cap-verdien »